# Milan Valenta
Milan Valenta, mistr sportu (* 9. května 1938) je bývalý československý atlet-výškař.
Jako 9. muž historie československé atletiky překonal v roce 1959 hranici výšky 200 cm. Osobní rekord 207 cm skočil stylem stredl ve Štětíně 16. července 1961. Reprezentoval v 8 mezistátních utkáních (v letech 1960–1963) a na dalších mezinárodních závodech. Nejcennější medaili (bronz) za 203 cm přivezl z univerziády v Sofii konané v roce 1961. Zde vyhrál světový rekordman Valerij Brumel výkonem 225 cm.
K dalším výrazným úspěchům Milana Valenty lze počítat 1. a 2. místo na Memoriálu Evžena Rošického 1963 a 1961 v Praze na Strahově. V roce 1961 porazil výkonem 201 cm 21 výškařů – kromě československé špičky i švédského olympionika K. A. Nilssona, budoucího světového rekordmana Číňana Ni Chin-China (229 cm v roce 1970) a olympioniky R. Koteie (Mali) a S. Iguna (Nigérie). Závod vyhrál olympijský vítěz z roku 1960 Robert Šavlakadze (210 cm), třetí skončil Karel Brzobohatý (198 cm).

## Oddílová příslušnost
- 1956 Slavoj Praha
- 1957–1963 Dynamo Praha
- 1964 Dukla Praha
- 1965 Slávia Praha